# حاشیه نویز
در مهندسی برق، حاشیه نویز به آن مقداری گفته می‌شود که یک سیگنال فراتر از حداقل مقدار برای عملکرد مناسب و صحیح می‌رود. معمولاً آن در ۲ تا بافت استفاده می‌شود.
در سیستم مهندسی ارتباطی حاشیه نویز نسبی است، طوریکه سیگنال فراتر از حداقل مقدار پذیرفته شده می‌رود و این معمولاً در دسیبل‌ها اندازه‌گیری می‌شود. در یک مدار دیجیتالی، حاشیه نویز به مقداری تلقی می‌شود که سیگنال فراتر از حد آستانه یعنی "۰" یا "۱" می‌رود. برای مثال یک مدار دیجیتالی ممکن است طوری طراحی شود که بین ۰٫۰ و ۱٫۲ ولت نوسان داشته باشد. در اینجا مقدار کمتر از ۰٫۲ ولت "۰"و مقدار بالاتر از ۱٫۰ ولت "۱" در نظر گرفته می‌شود؛ بنابراین حاشیه نویز برای " ۰" به مقداری گفته می‌شود که سیگنال آن کمتر از ۰٫۲ می‌باشد و حاشیه نویز برای عدد یک به مقداری گفته می‌شود که سیگنال آن فراتر از ۱ ولت می‌رود. در این مورد حاشیه نویز به عنوان ولتاژ مطلق نه ولتاژ نسبی تعریف می‌شد. حاشیه نویز برای تراشه‌های CMOS معمولاً خیلی بیشتر از حاشیه نویز برای TTL است؛ زیرا VCH min نزدیک به ولتاژ منبع تغذیه قدرتی می‌باشد، و VOL max نزدیک به صفر می‌باشد.
به بیان ساده‌تر حاشیه نویز در مدارها، به مقدار نویزی که یک مدار بتواند مقاومت کند تلقی می‌شود. حاشیه نویزها معمولاً با ارزش مقداری مثبت نشان دهندهٔ عملیات کامل و صحیح می‌باشند درحالی که حاشیه نویزها با ارزش مقداری منفی منجر به خطر افتادن عملیات یا شاید شکست آن می‌شود.